# 216-й гвардейский пушечный артиллерийский полк
216-й гвардейский пушечный артиллерийский полк - воинское подразделение вооружённых СССР в Великой Отечественной войне.

## История
Сформирован 07.03.1943 года путём преобразования 129-го пушечного артиллерийского полка. В составе действующей армии с 07.03.1943 года по 09.05.1945 года.
В июле 1943 года вместе с бригадой вошёл в состав 7-й артиллерийской дивизии, в её составе вёл боевые действия до конца войны.
- О боевом пути полка смотри статью 9-я гвардейская пушечная артиллерийская бригада
- О боевом пути полка смотри статью 7-я артиллерийская дивизия

## Полное наименование
- 216-й гвардейский пушечный артиллерийский полк

## Подчинение
| Дата            | Фронт (округ)        | Армия                  | Корпус | Дивизия                                | Бригада                                         | Примечания |
| --------------- | -------------------- | ---------------------- | ------ | -------------------------------------- | ----------------------------------------------- | ---------- |
| 01.04.1943 года | Юго-Западный фронт   | 3-я танковая армия     | -      | 3-я гвардейская артиллерийская дивизия | 9-я гвардейская пушечная артиллерийская бригада | -          |
| 01.05.1943 года | Юго-Западный фронт   | 57-я армия             | -      | 3-я гвардейская артиллерийская дивизия | 9-я гвардейская пушечная артиллерийская бригада | -          |
| 01.06.1943 года | Юго-Западный фронт   | 57-я армия             | -      | 3-я гвардейская артиллерийская дивизия | 9-я гвардейская пушечная артиллерийская бригада | -          |
| 01.07.1943 года | Юго-Западный фронт   | 57-я армия             | -      | -                                      | 9-я гвардейская пушечная артиллерийская бригада | -          |
| 01.08.1943 года | Юго-Западный фронт   | 6-я армия              | -      | 7-я артиллерийская дивизия             | 9-я гвардейская пушечная артиллерийская бригада | -          |
| 01.09.1943 года | Юго-Западный фронт   | -                      | -      | 7-я артиллерийская дивизия             | 9-я гвардейская пушечная артиллерийская бригада | -          |
| 01.10.1943 года | Юго-Западный фронт   | -                      | -      | 7-я артиллерийская дивизия             | 9-я гвардейская пушечная артиллерийская бригада | -          |
| 01.11.1943 года | 4-й Украинский фронт | 3-я гвардейская армия  | -      | 7-я артиллерийская дивизия             | 9-я гвардейская пушечная артиллерийская бригада | -          |
| 01.12.1943 года | 4-й Украинский фронт | 3-я гвардейская армия  | -      | 7-я артиллерийская дивизия             | 9-я гвардейская пушечная артиллерийская бригада | -          |
| 01.01.1944 года | 4-й Украинский фронт | 3-я гвардейская армия  | -      | 7-я артиллерийская дивизия             | 9-я гвардейская пушечная артиллерийская бригада | -          |
| 01.02.1944 года | 4-й Украинский фронт | 3-я гвардейская армия  | -      | 7-я артиллерийская дивизия             | 9-я гвардейская пушечная артиллерийская бригада | -          |
| 01.03.1944 года | 3-й Украинский фронт | -                      | -      | 7-я артиллерийская дивизия             | 9-я гвардейская пушечная артиллерийская бригада | -          |
| 01.04.1944 года | 3-й Украинский фронт | -                      | -      | 7-я артиллерийская дивизия             | 9-я гвардейская пушечная артиллерийская бригада | -          |
| 01.05.1944 года | 3-й Украинский фронт | -                      | -      | 7-я артиллерийская дивизия             | 9-я гвардейская пушечная артиллерийская бригада | -          |
| 01.06.1944 года | 3-й Украинский фронт | 5-я ударная армия      | -      | 7-я артиллерийская дивизия             | 9-я гвардейская пушечная артиллерийская бригада | -          |
| 01.07.1944 года | Карельский фронт     | 7-я армия              | -      | 7-я артиллерийская дивизия             | 9-я гвардейская пушечная артиллерийская бригада | -          |
| 01.08.1944 года | Карельский фронт     | 7-я армия              | -      | 7-я артиллерийская дивизия             | 9-я гвардейская пушечная артиллерийская бригада | -          |
| 01.09.1944 года | 3-й Украинский фронт | -                      | -      | 7-я артиллерийская дивизия             | 9-я гвардейская пушечная артиллерийская бригада | -          |
| 01.10.1944 года | 2-й Украинский фронт | 46-я армия             | -      | 7-я артиллерийская дивизия             | 9-я гвардейская пушечная артиллерийская бригада | -          |
| 01.11.1944 года | 2-й Украинский фронт | 3-я миномётная бригада | -      | 7-я артиллерийская дивизия             | 9-я гвардейская пушечная артиллерийская бригада | -          |
| 01.12.1944 года | 2-й Украинский фронт | 46-я армия             | -      | 7-я артиллерийская дивизия             | 9-я гвардейская пушечная артиллерийская бригада | -          |
| 01.01.1945 года | 3-й Украинский фронт | -                      | -      | 7-я артиллерийская дивизия             | 9-я гвардейская пушечная артиллерийская бригада | -          |
| 01.02.1945 года | 3-й Украинский фронт | -                      | -      | 7-я артиллерийская дивизия             | 9-я гвардейская пушечная артиллерийская бригада | -          |
| 01.03.1945 года | 3-й Украинский фронт | -                      | -      | 7-я артиллерийская дивизия             | 9-я гвардейская пушечная артиллерийская бригада | -          |
| 01.04.1945 года | 3-й Украинский фронт | -                      | -      | 7-я артиллерийская дивизия             | 9-я гвардейская пушечная артиллерийская бригада | -          |
| 01.05.1945 года | 3-й Украинский фронт | -                      | -      | 7-я артиллерийская дивизия             | 9-я гвардейская пушечная артиллерийская бригада | -          |

## Командиры
- Бабкин Михаил Степанович, подполковник - с 20.05.1943 года